# Linaria polygalifolia
Linaria polygalifolia är en grobladsväxtart. Linaria polygalifolia ingår i släktet sporrar, och familjen grobladsväxter.

## Underarter
Arten delas in i följande underarter:
- L. p. aguillonensis
- L. p. lamarckii
- L. p. polygalifolia